# Allopauropus intonsus
Allopauropus intonsus är en mångfotingart som beskrevs av Paul Auguste Remy 1956. Allopauropus intonsus ingår i släktet småfåfotingar, och familjen fåfotingar. Inga underarter finns listade i Catalogue of Life.